# Günther Göllner
Günther Göllner (* 21. Juni 1941 in Poddembice, Reichsgau Wartheland) ist ein ehemaliger deutscher Skispringer.

## Biografie
Göllner begann seine internationale Karriere bei der Vierschanzentournee 1962/63. In Innsbruck und Bischofshofen landete er dabei jedoch nur auf hinteren Plätzen. Auch bei der Vierschanzentournee 1963/64 kam er nicht auf vordere Plätze. Zum Auftakt in die Skisprungsaison 1964/65 wurde Göllner Zweiter hinter Bruno De Zordo beim Weihnachtsspringen in St. Moritz. Bei der Vierschanzentournee 1965/66 gelang ihm in Innsbruck überraschend der Sprung auf den dritten Platz. Es sollte das beste Einzelergebnis bei der Tournee im Verlauf seiner Karriere werden. In den folgenden Jahren musste er sich bei der Tournee mit mittleren bis hinteren Platzierungen zufriedengeben. Bei den Olympischen Winterspielen 1968 in Grenoble erreichte er von der Normalschanze punktgleich mit Gilbert Poirot den zehnten Platz. Von der Großschanze erreichte er Platz 29. Bei der Vierschanzentournee 1968/69 gelang ihm erstmals wieder der Sprung unter die besten zwanzig und am Ende der 30. Platz in der Tournee-Gesamtwertung. Zuvor hatte er bereits bei den Deutschen Meisterschaften 1968 den Titel von der Großschanze gewonnen. In den folgenden Jahren blieben seine Tournee-Ergebnisse wieder hinter den Erwartungen zurück, bevor er bei der Vierschanzentournee 1971/72 in Oberstdorf noch einmal den neunten Platz erreichte. Sein letztes internationales Turnier bestritt er mit der Teilnahme an den Olympischen Winterspielen 1972 in Sapporo. Von der Normalschanze erreichte er dabei den 46. Platz und von der Großschanze Platz 27.
Günther Göllner war nach seiner aktiven Karriere als Trainer im Skispringen tätig. So war er von 1975 bis 1977 Bundestrainer der Deutschen Nationalmannschaft der Männer im Skispringen. Danach war er im Nachwuchsbereich tätig. Seine Leistungen im Nachwuchsbereich wurden mit dem „Trainer des Jahres“-Preis des DSV im Jahr 2012 ausgezeichnet.